# Obiectele meseriei de păstor în „Miorița”
O altă practică arhaică este obiceiul ca anumite obiecte utilizate în mod frecvent de cel decedat să fie îngropate împreună cu el, existând credința că viața se prelungește cu o post-existență, o viață după moarte, o nemoarte. Pentru locuitorii ținuturilor românești această post-existență era plasată într-un spațiu al strămoșilor și al zeilor autohtoni. 
Așa cum remarca, în mod obiectiv, Ion Taloș, în variantele din Transilvania secvența e “saturată de obiectele pe care le dorește ciobanul”. Iar acestea se împart în două categorii: instrumente muzicale păstorești (fluierul, trișca, trîmbița, tilinca, buciumul) și arme de apărare, respectiv unelte ale păstorului (toporul, lancea, bota). Pe când, în textele din Moldova, Muntenia și Oltenia, “numărul obiectelor personale e redus la fluier, rareori în combinație cu buciumul și adesea ele sunt așezate la capul mortului” , în tentativa de a substitui crucea. Variantele din aceste regiuni manifestă o adevărată predilecție pentru “detaliile referitoare la fluier (de fag, de os, de soc etc.) și de sunetul lor (drag, duios, cu foc etc.)”. 
Ion Taloș a urmărit evoluția și a unei alte perspective, reamarcând o vulnerabilitate a categoriei armelor de apărare, respectiv a uneltelor ciobănești: “Incapabile să se deschidă unor noi semnificații, spre a corespunde prefacerilor care se petreceau neîncetat în text, armele de apărare au dispărut pe rând, în special în regiunile din afara Transilvaniei. Mult mai durabile s-au dovedit a fi, în schimb, instrumentele muzicale, care erau înzestrate cu o pronunțată forță poetică”. 
Așa se face că secvența obiectelor îngropate, din episodul testamentar, deși utilizează aproximativ același registru, suportă o transformare radicală a semnificațiilor primare, din variantele nord-transilvănene: “Să-mi puneți un miel la cap, / La picioare fluier mare, / Și la cap o trâmbița-re; / Un vânt țebeș a sufla, / Fluieru și-a fluierá, / Trâmbița și-a trâmbițá / Și mielucu și-a zdera, / Crucița s-a legăna / Și oile m-or cânta”. (Rozavlea, 1920). 
Procedând la o reducție evidentă și la o contaminare cu un alt strat mental, secvența devine: “Iar la cap să-mi pui / Fluieraș de fag, / Mult zice cu drag! / Fluieraș de soc, / Mult zice cu foc! / Vântul când a bate / Prin ele-a răzbate / Ș-oile s-or strânge, / Pe mine m-or plânge / Cu lacrimi de sânge!” (varianta Alecsandri).
Comentariile exegeților pe această temă au variat în funcție de interesul de a demonstra o anumită teză și nu au depășit sfera unor ipoteze reluate până la saturație. În opinia lui Adrian Fochi (1964) păstorul nu dorește să i se pună cruce la cap (eventual fluier sau tobă), tot așa cum nu dorește să fie îngropat în cimitir. Analizând atitudinea păstorului din punct de vedere ideologic, Adrian Fochi ajunge la concluzia că acesta “opune elemente profane (…) celor ecleziastice, din această pendulare ieșind sporit sentimentul de dragoste a ciobanului față de meseria lui” 
În schimb, Ion Taloș (1983) asociază secvența cu refuzul păcurarului de a fi acoperit cu pământ și concluzionează: “…această imagine ne dă dreptul să afirmăm că cel care urma să fie ucis, nu dorește să fie propriu-zis înmormântat, căci într-un asemena caz, armele n-ar putea străluci în soare, iar instrumentele n-ar putea răsuna în vânt” 
Bun cunoscător al istoriei credințelor și al ideilor religioase, Mircea Eliade oferise încă în 1970 o interpretare viabilă: “…Păstorul speră să se bucure de o post-existență sui-generis, căci toate aceste obiecte, intrumente muzicale, unelte și arme specifice modului de existență pastorală, indică o prelungire simbolică (rituală) a activității sale. Concepția subiacentă este arhaică și se găsește în multe culturi și stadiul etnografic: o viață violent întreruptă se continuă printr-o altă modalitate de existență”  Ceea ce se ignoră adesea este că post-existența rituală identificată de Mircea Eliade se datorează analizei versiunii-colind, căreia îi este specifică. În versiunea-baladă această rațiune (post-existențială) dispare, ajungându-se “la o idee vecină (...), anume, înlocuirea elementelor rituale indispensabile înmormântării, pe care Brăiloiu o considera, alături de moartea-nuntă, ca esențială pentru înțelegerea Mioriței”(Ibidem).
Subiectul pare definitiv clasat, din moment ce numeroasele cercetări arheologice au confirmat teoria lui Mircea Eliade, prin bogatul inventar al obiectelor descoperite în mormintele vechi, încă din peroada neolitică: “rareori este îngropat cineva fără a avea anumite obiecte lângă el”  – unelte, arme, podoabe, vase etc. “Prezența lor a fost explicată prin concepția oamenilor despre post-existență și nevoile lor în lumea de dincolo; se credea că tot ce se punea în mormânt va fi utilizat așa cum fusese înainte de moarte” 
O parte din aceste rituri preistorice, demult dispărute din Europa Occidentală, s-au păstrat vii în tradițiile țărănești din centrul și sud-estul continentului, dar mai cu seamă în regiunile montane intercarpatice, “cu toată presiunea religiilor monoteiste asupra lor”. O parte au persistat în producțiile folclorice autohtone, așa cum ne demonstrează cu prisosință și versiunea-colind a Mioriței, dar și numeroasele bocete care vorbesc despre depunerea armelor în mormânt.